# Molybdän(III)-iodid
Molybdän(III)-iodid ist eine anorganische chemische Verbindung des Molybdäns aus der Gruppe der Iodide.

## Gewinnung und Darstellung
Molybdän(III)-iodid kann durch Reaktion von Molybdänhexacarbonyl mit Iod bei 105 °C
{\displaystyle \mathrm {2\ Mo(CO)_{6}+3\ I_{2}\longrightarrow 2\ MoI_{3}+12\ CO} }
oder Molybdän(V)-chlorid in einer Kohlenstoffdisulfid-Lösung mit Iodwasserstoff gewonnen werden.
{\displaystyle \mathrm {MoCl_{5}+5\ HI\longrightarrow MoI_{3}+5\ HCl+I_{2}} }
Ebenfalls möglich ist die Darstellung aus Molybdän und einem Iodüberschuß bei 300 °C.

## Eigenschaften
Molybdän(III)-iodid ist ein schwarzer, antiferromagnetischer, bei Raumtemperatur an Luft stabiler Feststoff. Im Vakuum zersetzt er sich ab einer Temperatur von 100 °C in Molybdän(II)-iodid und Iod. Er ist unlöslich in polaren und unpolaren Lösungsmitteln. Molybdän(III)-iodid hat eine Kristallstruktur isotyp zu der von Zirconium(III)-iodid.